# Killian Larson
Killian Dewey Larson (Puyallup, 21 febbraio 1991) è un ex cestista statunitense.